# Paweł Myszka
Paweł Myszka (ur. 1977 w Warszawie) – polski grafik, projektant znaczków pocztowych.

## Biografia
Paweł Myszka urodził się w Warszawie w 1977 roku. Jest absolwentem Państwowego Liceum Sztuk Plastycznych im. Wojciecha Gersona w Warszawie. Studiował w Europejskiej Akademii Sztuk w Warszawie. Studia ukończył w 2002 roku z tytułem Magistra Sztuki o specjalności Projektowanie Graficzne. Jego profesorami byli: Mieczysław Wasilewski, Ewa Pełka-Wierzbicka, Aneta Jaźwińska. Artysta tworzy sztukę klasyfikowaną jako pop-art i street art. Jest autorem plakatów i graffiti. Projektuje znaczki pocztowe. W 2010 roku otrzymał I nagrodę w kategorii technik kombinowanych w Konkursie Stowarzyszenia Rządowych Producentów Znaczków Pocztowych w Brazylii za znaczek wyemitowany w Polsce z okazji 65. rocznicy wybuchu Powstania Warszawskiego.
Od 2015 roku artysta mieszka  tworzy w Dźwirzynie.

## Projekty dla poczty
Poczta Polska wydała szereg znaczków i kart pocztowych zaprojektowanych przez Pawła Myszkę. W sierpniu 2009 wyemitowano nagrodzony na wystawie w Brazylii znaczek 65. rocznica wybuchu Powstania Warszawskiego. Artysta przedstawił na nim trafiony niemieckim pociskiem Prudential, wykorzystując zdjęcie ze zbiorów Muzeum Powstania Warszawskiego. Grafik projektował m.in. takie znaczki i karty, jak: znaczek Jesteśmy z Wami! (w obiegu od marca 2022), znaczek i karta Miron Białoszewski (w obiegu od czerwca 2022), seria kart pocztowych Muzeum Narodowe w Warszawie (w obiegu od maja 2022), znaczki i karty Ptaki Argentyny oraz Polski (w obiegu od listopada 2022), znaczek Św. Rafał Kalinowski (rozprowadzany w arkusikach w układzie tête-bêche od listopada 2022), 100. rocznica posługi przyszłego papieża Pawła VI w Nuncjaturze w Polsce (w obiegu od maja 2023), znaczki i karty z serii Polskie Madonny (kilka edycji), seria znaczków i kart Ptaki polskich parków (w obiegu od lutego 2024), 230. rocznica Insurekcji Kościuszkowskiej (w obiegu od kwietnia 2024), seria kart pocztowych Polskie dworce kolejowe (w obiegu od września 2024), seria Piękno Polski wprowadzona do obiegu w maju 2024, bloczek Sztuka ulicy – Street Art z gdyńskim muralem „Atraktor” autorstwa Krzysztofa Syrucia (w obiegu od czerwca 2024).

## Wystawy indywidualne
- 2018 – Cuda i Dziwy, Galeria Wolskiego Centrum Kultury, Warszawa[2]
- 2016 – Muzyczne Graffiti, Prom Kultury Saska Kępa, Warszawa[2]